# Лаури Марјамеки
Лаури Марјамеки (фин. Lauri Marjamäki — Тампере, 29. мај 1977) професионални је фински хокејашки тренер. Од 2016. главни је тренер сениорске репрезентације Финске. 

## Тренерска каријера
Марјамеки је започео тренерску каријеру 1999. године са свега 22 године, када је почео да тренира млађе категорије екипе ХК Илвес. Касније је тренирао и омладинске селекције Еспо Блуза, у чијем сениорском тиму је 2007. дебитовао на мести помоћног тренера. У периоду 2011−-2013. радсио је на местиу главног тренера Еспоа, а потом и Оулун Керпета од 2013. до 2016. године. Као тренер Керпета освојио је две титуле првака Финске (у сезонама 2013/14. и 2014/15), а у сезони 2014/15. проглашен је за најбољег тренера Финске. 
У августу 2015. постао је главни тренер сениорске репрезентације Финске, наследивши на тој позицији Карија Јалонена.